# Wuhan Center
Wuhan Center – wieżowiec w Wuhan w dzielnicy Jianghan, w prowincji Hubei w Chinach. Budowa wieżowca rozpoczęła się w 2011 roku, a zakończyła w 2019 roku. Obecnie jest to najwyższy budynek w środkowych Chinach i pierwszy budynek w prowincji Hubei który przekroczył 400 metrów.